# Sirinhaém
Sirinhaém is een gemeente in de Braziliaanse deelstaat Pernambuco. De gemeente telt 38.610 inwoners (schatting 2009).
De gemeente grenst aan Rio Formoso, Ribeirão, Ipojuca, Tamandaré en Escada.

## Geboren in Sirinhaém
- Pedro de Araújo Lima (1793-1870), premier van Brazilië
- Ramón da Silva Ramos, "Ramón" (1950), voetballer